# RTL9
RTL9, initialement Télé-Luxembourg lancée en 1955 puis RTL Télévision en 1982, est une chaîne de télévision semi-généraliste, commerciale et privée luxembourgeoise, émettant principalement en direction des téléspectateurs français et luxembourgeois. Sa programmation propose une sélection de films quotidiens, de séries et des émissions de divertissement pour tous publics. Elle est retransmise dans différentes offres et bouquets de télévision. Depuis l'année 2017, la chaîne fait partie des chaînes de la société Mediawan, via sa filiale Mediawan Thematics.
En 2023, sa programmation évolue avec, notamment, la diffusion de séries en journée. Cette nouvelle programmation s'accompagne d'une nouvelle identité graphique, mise à l'antenne à partir du 29 mai 2023, affichant notamment le nouveau logo de la chaîne, remplaçant celui introduit en 2011. Cette nouvelle identité entend donner à RTL9, une image en convergence avec l'univers cinématographique et plus moderne.

## Histoire
La chaîne luxembourgeoise francophone lancée en 1955 est l'une des toutes premières télévisions privées francophones créées en Europe avec Télé Monte-Carlo. L'histoire de la chaîne depuis Télé-Luxembourg jusqu'à RTL TV est détaillée dans les articles suivants :
Le 21 janvier 1995, RTL TV fête ses 40 ans en direct du grand auditorium de la Villa Louvigny, et est officiellement rebaptisée RTL9 en fin de soirée. La raison officielle de cet ultime changement de nom est la volonté de rajeunir l'antenne dont le slogan est dès lors, RTL9, c'est neuf !. Toutefois la CLT entend plutôt rendre chacune de ses chaînes bien spécifique et éviter la confusion entre RTL TV, sa chaîne belge RTL-TVI et sa chaîne allemande RTL Television.
RTL9 entreprend ainsi de se métamorphoser, préférant abandonner le terrain généraliste trop coûteux à produire alors que la chaîne est déficitaire, pour occuper le créneau « famille et divertissement » sur le câble. La formule trouve son public avec une audience augmentant de 32 % en 1995 et de 27 % en 1996.
En 1997, la CLT fusionne avec le groupe audiovisuel allemand UFA et couvre ainsi toute la chaîne de diffusion, depuis la production jusqu'à l’acquisition des droits. Face à ses deux « cousines » belges et allemandes qui se placent en tête des audiences dans leurs pays respectifs et au succès lent mais croissant de M6 en France, la CLT-UFA s'interroge sur l'avenir de sa chaîne historique et des moyens à lui attribuer, face à une audience confidentielle en Lorraine et un déficit que l'audience croissante sur le câble français et suisse ne parvient pas à compenser.
Le nouveau groupe germano-luxembourgeois est moins attaché à l’aspect patrimonial qu’à l’aspect économique de son entreprise. Il décide alors de capitaliser sur ses chaînes à fort rendement, en sacrifiant celles jugées peu rentables. Fin décembre 1997, l'ensemble du personnel de la chaîne est licencié pour raisons économiques, RTL9 affichant une perte de 50 millions de francs. De nombreux téléspectateurs regrettent alors le départ des animateurs phares de la chaîne, Marylène Bergmann en tête, qui était présente à l'écran depuis 1977. Ce fut la fin de 40 ans de vie partagée avec les téléspectateurs lorrains qui fut balayée en une décision du conseil d'administration.

## Acquisition progressive par AB
Le 3 mars 1998, 65 % du capital de la chaîne est cédé à AB Groupe, la CLT-UFA conservant les 35 % restants.
Bon nombre de téléspectateurs déplorent la transformation de RTL9 car la chaîne des Lorrains n'existe plus, la mort de la chaîne ayant été scellée le 23 janvier 1995, l'année de ses 40 ans et de son énième changement de dénomination.
Touchant 650 000 foyers par voie hertzienne en Lorraine et au Luxembourg, 2,1 millions de foyers par câble en France et en Suisse, 1,5 million d'abonnés satellite au bouquet TPS et le double pour le bouquet Canalsat, RTL9 se classe régulièrement en première position dans les mesures d'audience relatives au câble et satellite depuis dix ans et se classe en troisième position des chaînes les plus regardées en Lorraine. Fort de ce constat, AB Groupe restaure une antenne régionale lorraine restreinte pilotée par Jean-Luc Bertrand devenu directeur des programmes de proximité, puis propose le 1er juillet 2002 la candidature de la chaîne à la télévision numérique terrestre française.
Un remaniement de la chaîne en « vitrine de la fiction française » est étudié et un alignement de sa grille de programmes sur la législation française : arrêt des films les mercredis, vendredis et samedis soir, puisque la diffusion de films de cinéma y est interdite à la télévision française. Toutefois, le CSA refuse de lui octroyer une concession, du fait de son statut de chaîne étrangère non conventionnée. En conséquence, non soumise aux mêmes obligations que ses concurrentes françaises en termes de diffusion de films et de publicité, son autorisation affecterait significativement la concurrence.

## Les 50 ans de la chaîne
En 2005, RTL9 fête ses 50 ans en diffusant un sujet à base d'archives de la chaîne retraçant son histoire de 1955 à 2005, suivi d'un spectacle musical depuis l’Olympia à Paris, conçu et présenté par Jean-Luc Bertrand. Contrairement à RTL-TVI qui diffuse début mars 2005 une émission retraçant l'histoire de Télé-Luxembourg à l'indépendance de l'antenne belge, ou RTL Télé Lëtzebuerg qui diffuse fin 2005 un documentaire hommage à base d’archives retraçant l’histoire des 50 ans du «T» de RTL, les moyens de RTL9 pour célébrer cet événement sont restreints. La chaîne n'a pas accès à ces archives historiques pour des questions de droits et subit la perte de ses propres archives, lors de son déménagement en 1995. Toutefois, durant la dernière semaine de décembre 2005, l'émission de Jean-Luc Bertrand, Bienvenue chez vous se consacre à certaines anciennes stars de la chaîne, telles que Michèle Etzel, André Torrent, Jean Stock, Georges Lang et Marylène Bergmann, venus spécialement raconter leurs souvenirs professionnels et l'histoire de RTL Télévision.
Le 4 septembre 2006, RTL9 renouvelle son habillage d'antenne sans modifier son logo. Ce nouvel habillage en 3D réalisé en interne, reprend les couleurs et les trois formes composant le logo de la chaîne. Le même jour, Marylène Bergmann fait son retour après 9 ans d'absence alors qu'elle officie aussi sur RTL-TVI deux jours par semaine, dans l'émission de son vieux complice Jean-Luc Bertrand, Bienvenue chez vous sur RTL9 Lorraine.
En mai 2008, AB remet à jour le site internet de RTL9, modifie le nom régional RTL9 Lorraine en RTL9 Est et son directeur régional, Jean-Luc Bertrand, donne naissance à un site internet régional, www.RTL9est.com.
En février 2009, le groupe AB fait évoluer le site web de la chaîne, en mettant l'accent sur le contenu vidéo et la mise en avant des différents services d’AB Groupe, proposant notamment, et pour la première fois sur le site d'une chaîne « non-gratuite », un service de catch-up TV.

## Arrêt de la télédiffusion terrestre
Le 3 mars 2010, AB Groupe annonce l'arrêt des émissions à destination de la Lorraine pour le 30 juin 2010, alors que la chaîne est censée se préparer à passer à la diffusion en numérique terrestre, sur la Lorraine,. Dès lors, les téléspectateurs mécontents de voir leur chaîne disparaître se mobilisent, un groupe sur facebook est créé et vite rejoint par plus de 1500 membres, dont une partie d'anciens de la chaîne.
Le 1er juin 2010, RTL9 adopte le format de diffusion 16/9. Cependant, sur la télévision hertzienne, le format 4/3 est maintenu jusqu'à fin décembre 2010.
Le lundi 21 juin 2010 les derniers enregistrements de l'émission « Bienvenue chez vous » sont à l'antenne, avec en point final, un fidèle téléspectateur de la chaîne invité pour représenter tout le public ayant soutenu les deux animateurs (Marylène Bergmann et Jean-Luc Bertrand, durant plus de 30 années,. Après 55 ans et environ 6 mois, les émissions de télévision de RTL puis AB à destination du public lorrain, quittent définitivement les écrans, un signal unique sans décrochages locaux étant diffusé depuis le 1er juillet 2010 sur le canal hertzien terrestre UHF 21 et sur le câble et satellite.
Dans la nuit du 31 décembre 2010 au 1er janvier 2011 peu après minuit, la chaîne cesse sa diffusion en analogique terrestre hertzien sur le canal 21 UHF depuis l'émetteur de Dudelange pour la Lorraine, remplacé par l'image en boucle d'une annonce indiquant : « le démarrage prochain de nouveaux programmes en numérique »,.

## Haute définition
Le 13 mai 2014, RTL9 passe en haute définition sur le bouquet Canalsat et en 2015 sur Numericable et SFR. La chaîne n'est désormais plus diffusée en définition standard à partir de cette date sur Astra 19.2°E.
Le 21 juillet 2017, Mediawan via sa société audiovisuelle AB Groupe, rachète les 35 % détenue par RTL Group et devient ainsi l'unique propriétaire de RTL9.

### Capital
Du 21 janvier 1995 au 2 mars 1998, RTL9 est détenue à 97,75 % par la CLT S.A., devenue la CLT-UFA SA en 1997.
Le 3 mars 1998, le conseil d'administration de la CLT-UFA, décide, sous la pression du Groupe Bruxelles Lambert, de vendre 65 % du capital de RTL9 à AB Groupe SA, 2,25 % du capital étant détenus par la Banque populaire de Lorraine[source secondaire souhaitée].
Depuis 1998, RTL9 est détenue à 65 % par AB Luxembourg S.A., filiale à 100 % d'AB Groupe S.A., et à 35 % par CLT-UFA S.A., filiale à 99,7 % de RTL Group, ayant racheté en 1998, les 2,25 % de la Banque populaire de Lorraine.
À partir du 21 juillet 2017, Mediawan devient l'opérateur unique de la chaine en ayant racheté AB Groupe et acquis les parts détenus par la CLT-UFA.

### Sièges
À sa naissance, le siège de RTL9 est situé à la Villa Louvigny, à Luxembourg, bâtiment flanqué d'une tour de huit étages, construit en 1956-1957 par la CLT afin d'y abriter les bureaux et studios de la chaîne.
Durant l'été 1996 jusqu'en 2017, les services de télévision de la Villa Louvigny déménagent vers le nouvel immeuble de la CLT baptisé KB2 ; le KB1 étant le bâtiment de la CLT et des services radio, construit dans le quartier du Kirchberg au 45, boulevard Pierre-Frieden à Luxembourg. Cet emplacement permet à la chaîne de conserver sa licence de diffusion luxembourgeoise.
Depuis 2017, le siège social de RTL9 et sa régie finale de diffusion sont installés dans l'immeuble de la RTL City, nouveau siège social RTL Group, construit dans le quartier du Kirchberg au 43, boulevard Pierre-Frieden à Luxembourg.
À partir de l'année 1991, RTL9 a disposé de studios en France; au 3, allée Saint-Symphorien à Metz, au Lycée de la Communication sur le Technopôle, avec 400 m2 de locaux, de studios et d'une régie mais la régie finale et le siège restant toujours, à la Villa Louvigny.
En 1994, devenue la première chaîne du câble et du satellite en France, la chaîne s'équipe d'un studio à Paris installé au CNIT de la Défense jusqu'à fin 1997. Toutefois, cette installation permet pas à la chaîne d'obtenir le succès escompté. La chaîne revoit ses coûts à la baisse, rapatrie hommes et matériels à Metz puis à Luxembourg en décembre 1997, date du licenciement de l'intégralité du personnel de RTL9 avant de céder 65 % du capital de la chaîne, au groupe AB.
AB Télévision Metz maintient provisoirement les studios de l'antenne régionale de RTL9 en Lorraine au Technopôle de Metz, tandis que le siège social de la chaîne et la régie finale demeurent au KB2. Cette formule permet à la chaîne de conserver sa licence de diffusion luxembourgeoise. En décembre 2005, les studios de l'antenne régionale déménagent au 29 boulevard Saint-Symphorien à Metz, où ils demeurent jusqu'au 30 juin 2010, date de cessation d'activité de la société de production RTL9 Est/AB Télévision Metz.

## Programmes
RTL9 diffuse un programme semi généraliste, essentiellement axé sur le cinéma et les séries. Elle dispose du catalogue de programmes du groupe AB devenu Mediawan Rights en matière de films et de séries télévisées, ainsi que des catalogues de Paramount Pictures, StudioCanal, Warner Bros., Sony Pictures, Universal Pictures, et Disney/20th Century Studios.
Au début des années 2020, sa grille de programme se compose en matinée, de séries télévisées françaises et européennes populaires, d'une case dédiée aux faits divers, de séries US  qu'un feuilleton télévisé diffusés l'après-midi et en fin de journée, et surtout de films ayant obtenu un succès en salle, tous les soirs. Profitant de sa licence luxembourgeoise, la chaîne est autorisée à diffuser des films l'après-midi ou les soirs, horaires où la diffusion de films est restreinte voire interdite en France. Ainsi, un film est diffusé chaque samedi soir et plusieurs sont diffusés le samedi et le dimanche après-midi, ce qui lui offre un avantage sur ses concurrents et procure à son début de soirée ou prime-time, la meilleure audience de la chaîne[source secondaire souhaitée].
Le 1er novembre 2022, depuis la suppression du programme Libertinages, la chaîne ne propose plus d'érotisme en troisième partie de soirée[pertinence contestée].
Le 27 février 2023, la chaîne décide de réduire largement sa case matinale historique de télé-achat de 360 minutes à 180 minutes, pour donne plus de place aux autres types de programmes. La suppression totale de cette case est même envisagée pour le 28 août 2023[source secondaire souhaitée].

### Émissions
Afin de raccourcir cet article, les émissions ci-dessous sont à développer, à transformer en article et à classer dans la catégorie correspondante ci-dessus.
- Ciné où Canap : émission présentée par Marie Palot consacrée à l'actualité du cinéma et des séries télévisées. Diffusée le mardi soir en seconde partie de soirée entre les deux films. Elle est également diffusée sur Action.
- Indices

#### Anciennes émissions
Afin de raccourcir cet article, les émissions ci-dessous sont à développer, à sourcer, à transformer en article et à classer dans la catégorie correspondante ci-dessus.
- Doublé gagnant : jeu animé par Fabienne Égal et Thierry Guillaume chaque soir à 19 h 0 sur RTL9 de 1995 à 1997.
- C'est arrivé près de chez vous : magazine de proximité, diffusé sur RTL9 Lorraine, placé sous la houlette de Jean-Luc Bertrand et auquel collabore Marylène Bergmann qui sillonne la région à la recherche de tous les sujets concernant les enfants, en matière de sport, de loisirs ou d'éducation pour sa rubrique Info-Kid.
- En quête d’info : magazine hebdomadaire de société de 90 minutes présenté par Michèle Cotta le dimanche à 22h30 à partir du 18 janvier 2004.
- Incroyable magie : les plus grands tour d'illusion du monde présentés par Dorothée et Laurent Beretta de décembre 2011 au 1er mars 2012.
- À prendre ou à laisser : jeu présenté par Arthur du lundi au vendredi à 20 h.
- Passion Poker : émission retransmettant le World Series of Poker, l'un des plus importants tournois de poker, commenté par Bruno Fitoussi en compagnie d'un invité tous les jeudis vers 23 h 25.
- Les Maçons du cœur : émission américaine de relooking intérieur.
- Fear Factor : jeu est basé sur les peurs et les phobies des candidats. Denis Brogniart est aux commandes de l'émission.
- Les enquêtes impossibles : émission sur les faits divers réels présentée par Pierre Bellemare.
- Storage Wars

## Identité graphique

### Logos
Le logo de RTL9 est dévoilé le 21 janvier 1995 pour les 40 ans de la chaîne qui change de nom à cette occasion,. Il est toujours conçu par Étienne Robial, avec l'introduction d'effets en 3D sans changer de logo.
Le groupe AB confie à l'agence Télévision la modernisation de l'identité visuelle et de l'habillage de sa chaîne généraliste qui est mis à l'antenne le 29 août 2011.
Le  29 mai 2023, RTL9 adopte un nouvel habillage et un nouveau logo conçu et réalisé par l'agence Nude,.

Logo du 21 janvier 1995 au 4 septembre 2006.
Logo du 4 septembre 2006 au 29 août 2011.
Logo de RTL9 Est de mai 2008 au 30 juin 2010. (canal UHF 21 uniquement)
Logo du 29 août 2011 au 29 mai 2023.
Logo de RTL9 depuis le 29 mai 2023.

### Slogans
- Du 21 janvier 1995 au 30 août 1999 : « RTL9, c'est neuf »
- Du 30 août 1999 au 4 septembre 2006 : « Regardez, c'est de la télé ! »
- Du 4 septembre 2006 au 14 juillet 2011 : « La télé qui agrandit votre petit écran »
- Du 14 juillet 2011 au 15 juin 2012 : « L'accent du divertissement »
- Depuis le 15 juin 2012 au 19 mars 2021 : « La chaîne du cinéma et du divertissement ! »
- Depuis le 20 mars 2021 : « Encore plus de cinéma »
- Depuis 2022 : « Du grand cinéma chaque soir »

## Diffusion
RTL9 est disponible sur les réseaux câblés luxembourgeois, français, monégasque et suisses romands, les bouquets satellite français et ceux de télévision sur IP en France, au Luxembourg et en Suisse romande. Depuis le 1er juin 2010, RTL9 est diffusée au format 16/9 sur tous ces réseaux.

### Satellite
RTL9 fut diffusée cryptée sur le satellite Télécom 2B à partir du 21 janvier 1995. Un abonnement de 120 francs français (soit une trentaine d'euros en 2024) est nécessaire pour la décrypter via un décodeur à 690 francs (soit environ 173 € en 2024). Fin décembre 1996, le nouveau bouquet satellite français TPS reprend son signal analogique, provenant du satellite Télécom 2B, pour le numériser et le diffuser via le satellite Hot-Bird à 13° est jusqu'au début 1998, où commence sa diffusion en numérique.
Le 26 décembre 2001, TPS perd l'exclusivité de la diffusion par satellite de RTL9 et la chaîne est dès lors diffusée par Canalsat. AB Groupe en devient l'opérateur satellite en avril 1998 et l'intègre dans son propre bouquet satellite AB Sat.
À la suite de l'acquisition de TPS par Canal+ en avril 2007, RTL9 est retransmise sur les bouquets satellite Canalsat (programme no 55) et ses déclinaisons ultramarines (CanalSat Caraïbes, CanalSat Calédonie et CanalSat Réunion), la TV d'Orange (programme no 36), BIS Télévisions (programme no 28), Parabole Réunion et Parabole Maurice (programme no 9), ainsi que sur Tahiti Nui Satellite.
La chaîne est disponible en haute définition sur le bouquet Canalsat depuis le 13 mai 2014.

### Télévision sur IP et OTT
RTL9 est distribuée sur les bouquets de télévision sur IP en France sur Freebox TV (canal no 29), la TV d'Orange (canal no 36), le Bouquet TV de SFR (canal no 72), sur BBox TV (canal no 34), sur Molotov TV et Amazon Channels. De plus au Luxembourg sur la Télé des P&T (canal no 7) et en Suisse romande sur Swisscom TV.
La chaîne est disponible en haute définition sur le bouquet Canalsat depuis le 13 mai 2014. Depuis le 2 juillet 2014, elle est également en HD sur la Freebox TV (canal 29).

### Câble
RTL9 est distribuée sur les réseaux câblés luxembourgeois (Numericable canal no 17, Eltrona Interdiffusion, Siemens Luxembourg), français (Numericable canal no 26), suisses (Cablecom, Naxoo et City TV) et monégasque (Monaco Télécom programme no 40).

#### RTL9 Suisse
Depuis le 16 septembre 2009, la régie publicitaire IP Multimedia (Suisse) SA commercialise les espaces publicitaires de RTL9 en Suisse, pour le marché suisse romand sous le nom commercial de RTL9 Suisse. Le nombre de foyer potentiellement couverts par cette fenêtre n'est pas rendu public. Le téléréseau naxoo (Genève et une partie du Chablais valaisan) fait partie des premiers diffuseurs de la fenêtre publicitaire depuis la mi-octobre 2009.
Contrairement à M6 Suisse, le signal destiné à la Suisse n'est pas diffusé par satellite.

### Hertzien analogique
Alors que le Luxembourg se convertit à la télévision numérique hertzienne le 4 avril 2006, RTL9 reste la seule chaîne luxembourgeoise encore diffusée en analogique. Dans le rapport d'activité 2007 du gouvernement luxembourgeois paru en mars 2008, il est signalé que ce programme, reçu par un public non négligeable en Lorraine, passerait au numérique au plus tard, au moment de l'arrêt de l'analogique en Lorraine.
Cependant, le 31 décembre 2010, la diffusion analogique de RTL9 Est à destination de la Lorraine sur le canal UHF 21-H de l'émetteur de Dudelange est arrêtée. En lieu et place, début 2011, un message (diffusé à la norme analogique) annonce la diffusion des programmes en numérique « dans quelques jours » sur ce même canal. Le 18 janvier, une annonce en boucle est diffusée en standard numérique et indique que le site de BCE publiera des renseignements sur les nouveaux programmes à partir du 1er février 2011. La chaîne Air, l'autre télé occupe le canal UHF 21 de la TNT luxembourgeoise jusqu'au 18 décembre 2014.

## Audience
Le 8 septembre 2016, RTL9 obtient une audience de 100 000 téléspectateurs avec la série américaine Top Models. Le 1er novembre 2020, RTL9 réalise une audience de 286 000 téléspectateurs avec la diffusion de Divergente 3 : Au-delà du mur.  